# Jonas Sandwall (industriman)
Jonas Sandwall i riksdagen kallad Sandwall i Lidköping, född 20 november 1829 i Norra Sandsjö socken, Jönköpings län, död 17 januari 1889 i Lidköping, var en svensk disponent och politiker. Han var bror till Johan, Frans Gustaf och Alfred Sandwall samt far till Axel Sandwall.
Sandwall var anställd på kontor i Jönköping och Mariestad, bryggeriägare i Lidköping 1858–1865 och disponent vid Lidköpings Bryggeri AB 1866–1886. Han var brandchef och ombud för Städernas allmänna brandstodsbolag samt kommunalordförande. I riksdagen var han ledamot av andra kammaren 1879–1882 för Lidköpings, Falköpings och Hjo valkrets. 
Jonas Sandwall är begravd på Norra begravningsplatsen i Lidköping.